# Bakcell Arena
Bakcell Arena (8-ci km stadionu) – stadion piłkarski w Baku, stolicy Azerbejdżanu. Został wybudowany w latach 2010–2012 i zainaugurowany 14 września 2012 roku. Obiekt może pomieścić 11 000 widzów. Swoje spotkania rozgrywają na nim piłkarze klubu Neftçi PFK, grywa tutaj również reprezentacja Azerbejdżanu. Stadion był jedną z aren kobiecych Mistrzostw Świata U-17 2012 oraz Mistrzostw Europy U-17 2016.